# سوبك حتب الرابع
الملك سوبك حتب الرابع، (بالإنجليزية: Sobekhotep IV). والاسم الملكي له خع نفر رع أحد أهم ملوك الأسرة الثالثة عشر، ويعتقد أنّه حكم لمدة 10 سنوات.

## عائلته
تولى الملك سوبك حتب الرابع المُلك خلفا لشقيقه الملك نفر حتب الأول، والده يدعى حاعنخف ووالدته كمى، وله زوجة ملكية تدعى تجان، وقد ولد سوبك حتب في طيبة كما دوّن هو على لوحة من حجر الجرانيت المحبب وجدت في معبد آمون بالكرنك أقامها كتذكار لما قام به من أعمال لمعبد آمون، وتوجد هذه اللوحة في المتحف المصري.

## آثاره
ترك الملك سوبك حتب الرابع العديد من الآثار والتي تدل على أن نفوذه كان يمتد من الدلتا حتى الشلال الثالث، فقد عثر له على تمثال ضخم في بلدة تانيس اغتصبه رمسيس الثاني لنفسه فيما بعد، وعثر أيضا على تمثالين له في تل بسطة وتمثال على شكل أبو الهول من الجرانيت الأسود في أطفيح.
كما أضاف في أبيدوس بوابة عظيمة من الجرانيت في معبدها وعثر له فيها أيضا على لوحة من الجرانيت يتعبد فيها لإله مين، واكتشف له جزء من لوحة من الحجر الرملي توجد بالمتحف البريطاني، وعدد من الجعارين المنقوش عليها اسمه.